# Sant'Andrea della Valle (titolo cardinalizio)
Sant'Andrea della Valle (in latino: Titulus Sancti Andreae Apostoli de Valle) è un titolo cardinalizio istituito da papa Giovanni XXIII il 12 marzo 1960 con la costituzione apostolica Quandoquidem in more. Il titolo insiste sulla basilica di Sant'Andrea della Valle, sita nel rione Sant'Eustachio, rettoria e luogo sussidiario di culto della parrocchia dei Santi Biagio e Carlo ai Catinari.
Dal 19 novembre 2016 il titolare è il cardinale Dieudonné Nzapalainga, arcivescovo metropolita di Bangui.

## Titolari
- Luigi Traglia (31 marzo 1960 - 28 aprile 1968 nominato cardinale presbitero di San Lorenzo in Damaso)
- Joseph Höffner (30 aprile 1969 - 16 ottobre 1987 deceduto)
- Giovanni Canestri (28 giugno 1988 - 29 aprile 2015 deceduto)
- Dieudonné Nzapalainga, C.S.Sp., dal 19 novembre 2016